# ネオグラシエーション
ネオグラシエーション（Neoglaciation）とは、約5000年前にあったと考えられる寒冷期のこと。氷河拡大期、氷河再拡大期といわれることもある。ヒプシサーマルの後に起こったとされるもの。

## 地球の気候変遷
約80万年前から現在にかけて、地球は北半球の大陸氷床の拡大で証明される気候寒冷期（氷期）と、大陸氷床の融解から証明される気候温暖期（間氷期）とを繰り返している。これは、約10万年の周期で規則的に行われており、具体的には、だんだんと寒冷化が進み、完全に冷え切った後に、急激な温暖化が起こるというパターンが見られている。 

## ネオグラシエーションへの歩み
約2万年前、地球は、最終氷期の影響による大陸氷床の最拡大期をむかえた。その後（先に挙げたパターンに当てはまるのだが）、約1万4千年前から、北半球の大陸氷床が融け始めるなどの急激な温暖化が進む、気候急変期がおとずれる。現在の気候帯が出来上がったと考えられる6000年前頃には、約8000年前から始まったヒプシサーマル（後氷期の最暖期であり、温度の高潮期）がピークに達していた。そして、その後の今から5000年前に、ネオグラシエーションが起こったと考えられている。

## ネオグラシエーションの実例

### 世界
カレラ峠
中国チベット自治区で、チベット仏教の聖地であるラサの南方、ヤムド湖の西にある峠。この峠の氷河前方のへりから約2キロ以内の部分に「新鮮で美しい二列のモレーン」が存在している。最終氷期のものだとする意見もあるが、ネオグラシエーションのモレーンであると考えられる。
ケニア山
BakerによってステージⅥモレーンとされたモレーンには、Tyndall前進期とLewis前進期という2種類の前進期におけるネオグラシエーションのモレーンが見られる。

### 日本
富良野盆地
50メートル程のボーリング調査を行った際にネオグラシエーションの泥炭層が発見されている。この層からはネオグラシエーションに、ヒプシサーマルまでに増加していたクルミやミズナラ、トドマツが減少した代わりに、ハンノキやヤチヤナギ、ゼンマイ科のシダが増加していたことがわかる。また、ミズナラの登場で一時減少していたカバノキが増加していることから、この層がだんだんと現在に近い植生に変わっていった様子も読み取ることができる。
飛騨山脈
日本アルプスの1つである飛騨山脈南部（槍・穂高連峰周辺）では、4段階の氷河前進期（横尾期、涸沢期1、涸沢期2、涸沢期3）が示されている。だが、それらの4つの氷河前進期よりも新しい氷河拡大期、つまり、ネオグラシエーションの痕跡と考えられるものが所々で見られている。

### その他、調査プロジェクト、記録
- 幌尻・戸蔦別岳巡検

1995年8月3～8月5日（小泉、辻村、福井、目代）
- 利根川下流部低地、東京湾北、西岸低地（市川南部、多摩川下流部、横須賀付近）、藺牟田池、柊原遺跡のボーリング調査（杉原重夫ら）